# Саката (город)
Сака́та (яп. 酒田市 Саката-си) — город в Японии, находящийся в префектуре Ямагата. Площадь города составляет 602,79 км², население — 106 494 человека (1 августа 2014), плотность населения — 176,67 чел./км².

## Географическое положение
Город расположен на острове Хонсю в префектуре Ямагата региона Тохоку. С ним граничат города Цуруока, Юрихондзё, Никахо, посёлки Юдза, Сёнай, Микава, Мамурогава и сёла Сакегава, Тодзава.

## История
Во время второй мировой войны часть предприятий города выпускала продукцию военного назначения (орудийные стволы, военную униформу и др.). После капитуляции Японии в сентябре 1945 года они прекратили работу. После закрытия предприятий началось сокращение населения - к концу 1945 года здесь осталось около 45 тыс. жителей.

## Население
Население города составляет 106 494 человека (1 августа 2014), а плотность — 176,67 чел./км². Изменение численности населения с 1980 по 2005 годы:
| 1980 | 125 622 чел. |  |
| 1985 | 123 823 чел. |  |
| 1990 | 122 850 чел. |  |
| 1995 | 122 536 чел. |  |
| 2000 | 121 614 чел. |  |
| 2005 | 117 577 чел. |  |

## Символика
Деревом города считается Zelkova serrata, цветком — Hemerocallis dumortieri var. esculenta, птицей — беркут.

## Города-побратимы
У Сакаты есть российский город-побратим — Железногорск-Илимский (1979).